# بتی لنوکس
بتی لنوکس (انگلیسی: Betty Lennox؛ زادهٔ ۴ دسامبر ۱۹۷۶) بازیکن بسکتبال اهل ایالات متحده آمریکا است.
از باشگاه‌هایی که در آن بازی کرده‌است می‌توان به آتلانتا دریم اشاره کرد.